# Kick I
Kick I — четвертий студійний альбом венесуельської продюсерки електронної музики Арки. Записаний у Барселоні та Лондоні. Вийшов 26 червня 2020 року на лейблі XL Recordings. Kick I був представлений чотирма синглами: «Nonbinary», «Time», «Mequetrefe» та «KLK» за участю Розалії. У нього також ввійшли колаборації з Б'єрк, Shygirl та Sophie. Альбом був номінований за найкращий танцювальний/електронний альбом на 63-й щорічній церемонії вручення премії Ґреммі, а також за найкращий альбом альтернативної музики на 22-й щорічній церемонії вручення премії Latin Grammy.
Kick I — перший запис з квінтету Kick. Решта альбомів вийшли у листопаді-грудні 2021 року.

## Передумови
Невдовзі після випуску 62-хвилинного міксу @@@@@, 8 березня 2020 року Арка розповіла журналу Garage Magazine, що випустить свій наступний альбом влітку того ж року і що в ньому візьмуть участь ісландська співачка Б'єрк та іспанська альтернативна виконавиця нового фламенко Розалія. Вона вже презентувала деякі з пісень у 2019 році через живі відео на своєму профілі в Instagram. Арка пояснила, що «був чіткий намір [в альбомі] дозволити кожному самовиразитися. Не вирішувати, скільки ефірного часу отримає кожне „я“, а дозволити модуляцію між ними у спонтанний спосіб».
Альбом, що складається з 12 треків, з'явився в інтернеті 21 березня 2020 року ще до оголошення дати релізу. 20 травня 2020 року Арка оголосила в соціальних мережах дату виходу альбому, а також його трек-лист і обкладинку, зняту каталонською художницею Карлотою Герреро, Карлосом Саесом і нею самою. Того ж дня альбом був доступний для попереднього замовлення на стрімінгових платформах, оскільки на міжнародному ринку він вийшов лише в цифровому форматі, а у Великій Британії — на CD і LP 17 липня.

## Стиль
Kick I — це аван-поп, IDM, електроніка, деконструйований клаб та експериментальний поп-альбом, який бере вплив від реґґетону, техно, баблгам-електро, індастріалу, електропопу, трепу, R&B, психоделічної та PC-музики. Це відхід від попередньої ембієнтної роботи Арки до більш поп-мелодій, і був названий «анти-поп-альбомом». Пісні виконані з поп-структурою та описуються як «усі мости — ділянки еволюції від однієї ідеї чи мислення до іншої». Оперний вокал, продемонстрований на Arca 2017 року, можна почути у піснях «No Queda Nada» та «Calor». У більшості пісень з альбому лірика використовується як «текстурний елемент, а не як засіб вираження ідей чи історій»; також активно присутній реп. Альбом зачіпає ліричні теми ідентичності, як гендерної, так і культурної. Вихід Герсі як небінарної трансжінки мав великий вплив на альбом, особливо на перший трек і лід-синґл «Nonbinary». Kick I містить переважно іспанські тексти, що пов'язано з венесуельським корінням Герсі, а також її перші тексти англійською мовою. «Time» — це «шипучий електропоп», який порівнюють з творчістю шведської співачки Робін. «Mequetrefe» — це перефразування зневажливого іспанського терміну, що означає «пошарпаний скелет ритму реґґетон».

## Відгуки
Kick I отримав загалом позитивні відгуки. На сайті Metacritic він отримав середній бал 74 зі 100 на основі 16 професійних рецензій. Чал Рейвенс з Pitchfork назвав Kick I «найдоступнішою музикою Арки на сьогоднішній день» і похвалив зрослу впевненість співачки, але висловив побажання, щоб тексти пісень були структуровані як більш традиційні поп-пісні. Ліам Інскоу-Джонс з The Line of Best Fit вважав альбом приємним, але антикліматичним, а його звучання менш свіжим, ніж було багато років тому. Келен Белл, пишучи для Exclaim! назвав альбом «старшою сестрою» Pop 2 Charli XCX у поєднанні поп та експериментальної музики. Том Халл поставив альбому B+ і назвав його «арковим, мистецьким, таємничим» і «досить унікальним».

## Трек-лист
| #     | Назва                          | Тривалість |
| ----- | ------------------------------ | ---------- |
| 1.    | «Nonbinary»                    | 2:19       |
| 2.    | «Time»                         | 2:45       |
| 3.    | «Mequetrefe»                   | 2:20       |
| 4.    | «Riquiquí»                     | 2:39       |
| 5.    | «Calor»                        | 3:32       |
| 6.    | «Afterwards» (featuring Björk) | 4:02       |
| 7.    | «Watch» (featuring Shygirl)    | 2:28       |
| 8.    | «KLK» (featuring Rosalía)      | 3:47       |
| 9.    | «Rip the Slit»                 | 2:54       |
| 10.   | «La Chíqui» (featuring Sophie) | 2:47       |
| 11.   | «Machote»                      | 2:57       |
| 12.   | «No Queda Nada»                | 5:37       |
| 38:07 |                                |            |

Використані семпли
- «Afterwards» містить елементи з поеми «Anoche Cuando Dormía» Антоніо Мачадо
- «Machote» містить елементи «Quiero una Chica» Latin Dreams

## Персоналії
- Арка — композиція, продакшн, вокал, зведення, обкладинка, оформлення, дизайн
- Карлос Саес — додаткове аранжування (8, 11), зображення обкладинки
- Джейк Міллер — звукоінженер вокалу (Björk; 6)
- Алекс Ептон — зведення
- Енянг Урбікс — мастеринг
- Карлота Герреро — зображення обкладинки
- Лео Фу — живі фото
- Алекс Радуан — чорно-біла фотографія
- Роберто Руд — художня фотографія
- Альфі Аллен — дизайн